# Taboca
Taboca é o nome popular, oriundo do nome tupi iataboka, do bambu Guadua weberbaueri, que é nativo do Brasil, sendo encontrado facilmente em todo o território deste país.
Costuma-se chamar de taboca certas flautas artesanais, típicas da região nordeste do Brasil, produzidas com este bambu, conhecido como pife brasileiro.